# 黛兒·克勞斯尼策
黛兒·克勞斯尼策（Dale Clausnitzer，1951年12月3日—）是美國商人和共和黨籍政治人物、會計師以及商業管理顧問。他曾就讀於北亨內平社區學院和明尼蘇達大學，1985至1988年間是明尼蘇達州第38選區眾議員。